# Nordlig snurrmossa
Nordlig snurrmossa (Dicranoweisia crispula) är en bladmossart som beskrevs av Carl August Julius Milde 1869. Nordlig snurrmossa ingår i släktet snurrmossor, och familjen Dicranaceae. Inga underarter finns listade i Catalogue of Life.